# Amt Mühlberg/Elbe
Das Amt Mühlberg/Elbe war ein 1992 gebildetes Amt in Brandenburg, in dem sich sechs Gemeinden im damaligen Kreis Bad Liebenwerda (seit 1990 Landkreis Bad Liebenwerda, Brandenburg) zu einem Verwaltungsverbund zusammengeschlossen hatten. Amtssitz war in der Stadt Mühlberg/Elbe. Das Amt wurde 2001 wieder aufgelöst, die amtsangehörigen Gemeinden wurden in die Stadt Mühlberg/Elbe eingegliedert. Es hatte zuletzt (Ende 2000) insgesamt 5185 Einwohnern.

## Geographische Lage
Das Amt Mühlberg/Elbe grenzte im Norden an das Amt Falkenberg/Elster, im Osten an die Ämter Wahrenbrück und Bad Liebenwerda und im Süden und Westen an den Freistaat Sachsen.

## Geschichte
Der Minister des Innern des Landes Brandenburg erteilte am 13. Juli 1992 seine Zustimmung zur Bildung des Amtes Mühlberg/Elbe. Als Zeitpunkt des Zustandekommens des Amtes wurde der 21. Juli 1992 festgelegt. Das Amt hatte seinen Sitz in der Stadt Mühlberg/Elbe und bestand aus sechs Gemeinden im damaligen Kreis Bad Liebenwerda:
1. Altenau
2. Brottewitz
3. Fichtenberg
4. Koßdorf
5. Martinskirchen
6. Stadt Mühlberg/Elbe

Das brandenburgische Innenministerium genehmigte am 30. Juli 2001 den Zusammenschluss der Gemeinden Altenau, Brottewitz, Fichtenberg, Koßdorf, Martinskirchen und der Stadt Mühlberg/Elbe zur neuen Stadt Mühlberg/Elbe. Rechtswirksam wurde der Zusammenschluss am 31. August 2001. Mit demselben Datum wurde das Amt Mühlberg/Elbe aufgelöst. Altenau, Brottewitz, Fichtenberg, Koßdorf, Martinskirchen und Mühlberg/Elbe sind seitdem Ortsteile der Stadt Mühlberg/Elbe.

## Amtsdirektor
Erster und letzter Amtsdirektor des Amtes Mühlberg/Elbe war Dieter Jähnichen. Er wurde 2003 Bürgermeister von Mühlberg/Elbe und ging 2008 in den Ruhestand.

## Belege
1. ↑  Landesbetrieb für Datenverarbeitung und Statistik Land Brandenburg Historisches Gemeindeverzeichnis des Landes Brandenburg 1875 bis 2005 19.4 Landkreis Elbe-Elster PDF
2. ↑  Bildung der Ämter Gartz/Oder, Bad Liebenwerda, Mühlberg/Elbe, Plessa, Märkische Schweiz, Premnitz, Rüdersdorf, Scharmützelsee, Steinhöfel/Heinersdorf Elsterland, Kleine Elster und Falkenberg Uebigau. Bekanntmachung des Ministers des Innern vom 21. Juli 1992. Amtsblatt für Brandenburg - Gemeinsames Ministerialblatt für das Land Brandenburg, 3. Jahrgang, Nummer 54, 31. Juli 1992, S. 970/1.
3. 1 2  Bildung der neuen amtsfreien Stadt Mühlberg/Elbe Bekanntmachung des Ministeriums des Innern vom 30. Juli 2001. Amtsblatt für Brandenburg Gemeinsames Ministerialblatt für das Land Brandenburg, 12. Jahrgang, 2001, Nummer 34, Potsdam, den 22. August 2001, S. 587 PDF
4. ↑  Hauptsatzung der Stadt Mühlberg/Elbe vom 28. Januar 2009 PDF
5. ↑  Satzung über die förmliche Festlegung des Sanierungsgebietes Mühlberg Innenstadt PDF
6. ↑  Karsten Bär und Antje Posern: Sieg für Hannelore Brendel (Memento vom 26. März 2016 im Internet Archive). Lausitzer Rundschau vom 14. April 2008.